# Bundestagswahlkreis Goslar
Der Bundestagswahlkreis Goslar war von 1980 bis 2002 ein Wahlkreis in Niedersachsen. Er umfasste den Landkreis Goslar sowie vom Landkreis Osterode am Harz die Gemeinden Bad Lauterberg, Bad Sachsa, Walkenried, Wieda und Zorge. Vorgängerwahlkreise mit ähnlichem Territorium waren von 1965 bis 1980 der Wahlkreis Goslar – Wolfenbüttel und von 1949 bis 1965 der Wahlkreis Harz.
Nach der Auflösung des Wahlkreises Goslar wurde sein Gebiet zur Bundestagswahl 2002 auf die Wahlkreise Goslar – Northeim – Osterode und Salzgitter – Wolfenbüttel aufgeteilt. Der Wahlkreis wurde zuletzt von Peter Eckardt (SPD) gewonnen.

## Wahlkreissieger
| Jahr            | Name                | Partei | Erststimmen |
| --------------- | ------------------- | ------ | ----------- |
| 1998            | Peter Eckardt       | SPD    | 52,1 %      |
| 1994            | Jürgen Sikora       | CDU    | 45,6 %      |
| 1990            | Rudolf Sprung       | CDU    | 47,9 %      |
| 1987            | Rudolf Sprung       | CDU    | 46,0 %      |
| 1983            | Rudolf Sprung       | CDU    | 48,4 %      |
| 1980            | Jürgen Linde        | SPD    | 51,0 %      |
| 1976            | Jürgen Linde        | SPD    | 49,0 %      |
| 1972            | Philip Rosenthal    | SPD    | 55,7 %      |
| 1969            | Philip Rosenthal    | SPD    | 49,4 %      |
| 1965            | Edelhard Rock       | CDU    | 48,0 %      |
| 1961            | Kurt Schröder       | SPD    | 43,2 %      |
| 1957            | Heinrich Lindenberg | CDU    | 49,7 %      |
| 1953            | Heinrich Lindenberg | CDU    | 37,0 %      |
| 1952 (Nachwahl) | Hans-Joachim Fricke | DP     | 45,3 %      |
| 1949            | Hermann Stopperich  | SPD    | 35,7 %      |

## Wahlkreisgeschichte
| Wahl      | Wahlkreisname            | Gebiet |
| --------- | ------------------------ | --- |
| 1949      | 31 Harz                  | Stadt Goslar, Landkreis Osterode am Harz, Landkreis Blankenburg, Landkreis Zellerfeld                                                                                      |
| 1953–1961 | 53 Harz                  | Stadt Goslar, Landkreis Osterode am Harz, Landkreis Blankenburg, Landkreis Zellerfeld                                                                                      |
| 1965–1972 | 47 Goslar – Wolfenbüttel | Stadt Goslar, Landkreis Goslar ohne die Gemeinden Haverlah und Steinlah, Landkreis Wolfenbüttel ohne die Exklave Baddeckenstedt                                            |
| 1976      | 47 Goslar – Wolfenbüttel | Vom Landkreis Goslar die Gemeinden Goslar, Bad Harzburg, Liebenburg und Vienenburg, Landkreis Wolfenbüttel ohne Cremlingen und die Samtgemeinden Sickte und Baddeckenstedt |
| 1980–1998 | 47 Goslar                | Landkreis Goslar, vom Landkreis Osterode am Harz die Gemeinden Bad Lauterberg, Bad Sachsa, Walkenried, Wieda und Zorge                                                     |

Die Stadt Goslar gehört seit 1972 zum Landkreis Goslar.